# Ivan Maximov
Ivan Leonidovich Maximov (Moscou, 19 de novembro de 1958) é um artista, professor e diretor de filmes de animação russo.

## Biografia
Ivan Maximov estudou fotografia no Instituto de Biofísica de Moscou, entre 1976 e 1982]]. Trabalhou como ilustrador para várias revistas e, de 1982 a 1986 foi engenheiro no Instituto de Pesquisa Espacial Russo. Entre 1986 e 1989, Maximov teve aulas de direção de filmes e roteiro.
Em 1995 Maximov montou o estúdio virtuak Ivan Maximov, seu estúdio em casa, para trabalhar com filmes, vídeo e animação por computador.
Em 2003 criou o jogo de computador Full Pipe   no PIPE-STUDIO.
Em 2007 completou seu último trabalho, Rain Down from Above.

## Filmes de animação
A maioria pode ser visto em seu website oficial.
- From Left to Right (1989)
- 5/4 (1990)
- Provincial School (1992)
- Bolero (1992)
- Libido of Benjamino (1994)
- The Strings (1996)
- 2 Trams (1997)
- Luba (2001)
- Slow Bistro (2003)
- Wind Along the Coast (2004)
- The Spate (2004)
- Tonnellage (2005)
- Rain Down from Above (2007)

## Jogos de computador
- Full Pipe     2003